# Apoyeque
Der Vulkankomplex des Apoyeque gehört zu einer Kette von Vulkanen im mittelamerikanischen Staat Nicaragua und liegt auf der Halbinsel Chiltepe, welche in den südlichen Teil des Managua-Sees hineinragt.

## Geologie
Die Halbinsel ist Teil des pyroklastischen Schildvulkans Chiltepe, eines der drei großen Ignimbrit-Schildvulkane der Vulkankette Nicaraguas. Im Innern des Apoyeque befindet sich eine mit einem Kratersee gefüllte Caldera mit einem Durchmesser von 2,8 km und einer Tiefe von ca. 400 m. Unmittelbar südöstlich des Vulkans liegt das mit einem See gefüllte Maar Xiloá mit einer Ausdehnung von ca. 2,5 × 3 km. Der Lavadom Talpetatl entstand zwischen der Laguna Xiloá und dem Managua-See. Vor ca. 6100 Jahren wurden in der Gegend der Laguna Xiloá pyroklastische Ströme mit einem Volumen von 1,9 Kubikkilometern ausgestoßen, welche ein weites Umland bedecken. Weitere Ausbrüche erfolgten wahrscheinlich um 1050 v. Chr., 2550 v. Chr. und 4160 v. Chr. Ein weiterer mächtiger Ausbruch ereignete sich um das Jahr 50 v. Chr. mit dem Auswurf von etwa 18 Kubikkilometern Tephra.

## Ausbruch 44 v. Chr.
Neueste Untersuchungen legen den Ausbruch auf das Jahr 44 v. Chr. In den letzten 2500 Jahren führte dieser Ausbruch mit großem Abstand zu der höchsten Sulfatkonzentration in der Atmosphäre. Antike Schreiber berichteten aus dieser Zeit von roten, verdunkelten Sonnen und weiteren ungewöhnlichen Himmelserscheinungen. In den letzten Jahrhunderten konnte niemand diese Berichte deuten und sie wurden als Unsinn verworfen. Mit der modernen Forschung und der Analyse von Eisbohrkernen in der Antarktis und in Grönland konnten viele dieser Berichte und schlechte Erntejahre mit Disruptionen in den Gesellschaften weltweit aufgeklärt werden. Als Folge gab es zum Beispiel in Ägypten eine Hungersnot durch zu wenig Nilwasser wegen ausbleibenden Regenfällen in den Einzugsgebieten des Nils, was wohl auch zum Sturz Kleopatras beigetragen hat.
Ein ähnlicher Ausbruch wie 44 v. Chr. hätte auch heute ebenso katastrophale jahrelange Auswirkungen weltweit für die Versorgung mit Nahrungsmitteln. Der Apoyeque wird nur als ruhend geführt.